# Якушевская (Солгинское сельское поселение)
Якушевская — деревня в Вельском районе Архангельской области. Входит в состав муниципального образования «Солгинское».

## География
Деревня расположена в южной части Архангельской области, в таёжной зоне, в пределах северной части Русской равнины, в 48 километрах на запад от города Вельска, на правом берегу реки Вель(притока Ваги). Ближайшие населённые пункты: на севере и на западе примыкает посёлок Солгинский, являющийся административным центром муниципального образования.
Часовой пояс
Якушевская, как и вся Архангельская область, находится в часовой зоне МСК (московское время). Смещение применяемого времени относительно UTC составляет +3:00.

## Население
| 2002 | 2010 | 2012 | 2014 |
| ---- | ---- | ---- | ---- |
| 231  | ↘175 | ↗238 | ↘223 |

## История
Указана в «Списке населённых мест по сведениям 1859 года» в составе Вельского уезда(1-го стана) Вологодской губернии под номером «2175» как «Якушевское(Глухое Туймино)». Насчитывала 26 дворов, 76 жителей мужского пола и 96 женского.
В материалах оценочно-статистического исследования земель Вельского уезда упомянуто, что в 1900 году в административном отношении деревня входила в состав Келаревского сельского общества Есютинской волости. На момент переписи в селении Якушевское(Глухое Туймино) находилось 36 хозяйств, в которых проживало 91 житель мужского пола и 106 женского.
В деревне находилась часовня, приписанная к приходу Усть-Подюжской Успенской церкви.